# Epacanthaclisis maculata
Epacanthaclisis maculata är en insektsart som först beskrevs av C.-k. Yang 1986.  Epacanthaclisis maculata ingår i släktet Epacanthaclisis och familjen myrlejonsländor. Inga underarter finns listade i Catalogue of Life.